# اپیگونوس
اپیگونوس (یونانی: Ἐπίγονος) از پرگاموم در اواخر قرن سوم پیش از میلاد، در میان مجسمه سازان درباری دربار سلسله آتالید در پرگاموم بود.